# Helicotylenchus multicinctus
Helicotylenchus multicinctus är en rundmaskart. Helicotylenchus multicinctus ingår i släktet Helicotylenchus och familjen Hoplolaimidae. Inga underarter finns listade i Catalogue of Life.